# Volker Wagner (Trainer)
Volker Wagner (* 1949) ist ein deutscher Lehrer sowie Leichtathletikmanager und -trainer. Die von ihm betreuten, vorwiegend kenianischen Langstreckenläufer feierten insbesondere in den 1990er Jahren bedeutende internationale Erfolge. Wagner besaß während jener Zeit den Ruf als einer der renommiertesten Vertreter seines Fachs. Er stellte vielversprechenden Talenten in Detmold Wohn- und Trainingsmöglichkeiten zur Verfügung.
Im Jahr 2014 wurden er und seine Arbeit von Regisseur Daniel Andreas Sager in dessen Dokumentarfilm The Long Distance porträtiert, der am 2. November 2015 im Rahmen der Reihe Das kleine Fernsehspiel im ZDF erstmals ausgestrahlt wurde. Wenige Wochen später folgte am 27. November gleichen Jahres auf ZDFinfo eine weitere, allerdings kürzere Dokumentation Sagers mit dem Titel Runner’s High – Kenianische Lauftalente in Europa.

## Leben

### Berufs- und Privatleben
Hauptberuflich arbeitete Wagner als Grund- oder Hauptschullehrer für Mathematik und Sport. Zeitweilig ließ er diese Tätigkeit zugunsten seiner Managerkarriere ruhen; 2015 wurde er pensioniert.
Er ist mit der gebürtigen Russin Natalya verheiratet.

### Karriere im Sport
Wagner hatte den tansanischen Langstreckenläufer Suleiman Nyambui bei einem 1500-Meter-Lauf kennengelernt. Diesem fehlte damals ein Tempomacher, weshalb Wagner einsprang. 1987 trafen sich beide zufällig wieder und in der Folge entwickelte sich eine Freundschaft zwischen ihnen. Wagner schlug Nyambui vor, nach Deutschland zu reisen und bot an, hier lukrative Straßenläufe für ihn zu suchen. Noch im selben Jahr konnte Nyambui als erster Afrikaner den renommierten Berlin-Marathon gewinnen. 1988 verteidigte er seinen Titel und 1989 siegte mit Alfredo Shahanga abermals ein Schützling Wagners. Der Deutsche wurde nach und nach zum Sportmanager und machte sich in der Szene rasch einen Namen. Bald formte er eine erste Läufer-Gruppe. Lag sein Fokus zunächst auf Tansaniern, arbeitete er später zunehmend mit Kenianern zusammen, denn „sie haben eine andere Mentalität als die Läufer aus Tansania und sind zuverlässiger.“ Aber auch mit Kasachen, Russen und Ukrainern schloss er Verträge. 
Anfang der 1990er Jahre mietete Wagner zwölf Holzhäuser einer ehemaligen Feriensiedlung im Detmolder Ortsteil Diestelbruch; später kaufte er einige von ihnen. In dieser relativen Isolation bot er Läufern die Möglichkeit, zu wohnen und zu trainieren. Bei der Auswahl der Talente vertraute er oftmals auf Empfehlungen von Bekannten vor Ort, reiste von Zeit zu Zeit aber auch selbst für Sichtungen nach Kenia. Die meisten Sportler verbrachten einige Wochen oder Monate in dem Camp; einige lebten allerdings auch längerfristiger in Detmold. Wagner meldete sie zu Wettkämpfen an und behielt 15 Prozent der Siegprämien, Antritts- und Sponsorengelder als Provision ein – bedeutend weniger als andere Manager. Im Gegenzug streckte er den Sportlern allerdings auch die Kosten für Flüge, Versicherungen, Startgelder, Visa und die Kaution für die Einreise von Nicht-EU-Ausländern vor oder übernahm die Kosten in Ausnahmefällen sogar komplett. Im Laufe der Jahre betreute und trainierte er in Detmold unter anderem Tegla Loroupe, Benson Lokorwa, Boay Gurgo, Eliud Kiptanui, Jacob Ngunzu, Lornah Kiplagat, Berhane Adere, Agapius Masong, Rodgers Rop, Luke Kibet Bowen, Pamela Chepchumba, Joyce Chepchumba, Sammy Kirop Kitwara, Richard Ngolepus, Joseph Ngolepus sowie Samson Kosgei. Wagners Athleten gehörten zur Weltspitze; sie stellten über ein Dutzend Langstreckenweltrekorde auf, gewannen diverse Hallen- und Freiluftweltmeistertitel über unterschiedliche Distanzen und siegten bei zahlreichen bedeutenden internationalen Straßenmarathons. Im Jahr 1997 machte er einen Gesamtumsatz von einer Million DM.
Etwa seit 2006 lief Wagners Geschäft zunehmend schleppend. Er vermochte nicht mehr, die weltbesten Athleten für sich zu gewinnen. Die von ihm verpflichteten Sportler traten mittlerweile auch bei kleineren Stadtläufen an und erliefen kaum noch nennenswerte Prämien. Im Geschäftsjahr 2011 machte Wagner einen Verlust von 24.000 Euro und zwischenzeitlich musste er sogar Privatinsolvenz anmelden. Als einen der Gründe für seinen nachlassenden Erfolg benannte er im April 2014 die Tatsache, dass „andere Manager mit größeren Sponsoren und mehr finanziellen Mitteln im Geschäft auftauchten.“ Darüber hinaus merkte er an: „Die bürokratischen Hürden sind in Deutschland inzwischen zu hoch. Immer mehr Läufer gehen beispielsweise zu niederländischen Managern.“ Er erwog, 2015 zeitgleich zu seiner hauptberuflichen Pensionierung auch den Rückzug aus dem Laufgeschäft zu vollziehen.

### Kritik
Aufgrund seines Managementansatzes und des damit einhergehenden Geschäftsmodells sah sich Wagner im Laufe der Jahre immer wieder teilweise harscher Kritik ausgesetzt. Ihm wurde vorgeworfen, die Läufer auszubeuten und in unwürdigen Verhältnissen leben zu lassen; manche nannten ihn einen „Sklavenhalter“. Darüber hinaus kamen im Mai 1997 Gerüchte auf, er würde mit der russischen Mafia zusammenarbeiten. Wagner selbst sprach von einer Rufmordkampagne und sah den Grund darin, dass er mit dem Erfolg seiner Sportler – die einheimischen Athleten die Prämien streitig machten – den professionellen Managern ein Dorn im Auge war.
Gleichzeitig gab es allerdings auch zahlreiche Weggefährten, die Wagner verteidigten. So bemerkte beispielsweise bereits 1997 Christoph Kopp, der damalige sportliche Leiter des Berlin-Marathons:
„Von Sklavenhalter kann gar keine Rede sein. Wagner ist vielmehr ein Sportverrückter, der für seine Athleten alles tut.“
Nachdem er Wagner für sein Filmprojekt über einen längeren Zeitraum begleitet hatte, äußerte sich im Jahr 2014 auch Regisseur Daniel Sager zu den Vorwürfen. Zunächst entkräftete er die Anschuldigung, bei Hütten der Sportler in Detmold handle es sich um schäbige Baracken. Die ehemaligen Ferienbungalows seien zwar abgewohnt, aber sauber. Es gebe fließendes Wasser, Elektrizität und zusätzlich zu den Mehrbettzimmern auch ein Wohnzimmer und eine Gemeinschaftsküche. Sager kam zu folgender Einschätzung:
„Er ist ein Mann mit gutem Herzen, der gerne über die Vergangenheit spricht und wahrscheinlich Fehler gemacht hat. Auch wenn ich sehr viel Zeit mit Volker verbracht habe, kann ich ihn noch immer nicht einschätzen.“
Allerdings zeichnet er kein generalisierend positives Bild des Trainers. In einer Filmrezension wird zusammengefasst:
„Sager beschreibt, wie aus den unterschiedlichen Hoffnungen Abhängigkeitsverhältnisse entstehen. Druck herrscht auf beiden Seiten, denn Wagner war zwar als Strippenzieher einst eine große Nummer, seine Schützlinge liefen Weltrekorde. Doch heute lebt er vor allem von seinen Erinnerungen. Andere Manager, die ebenfalls Gruppen afrikanischer Läufer unter Vertrag nehmen, sind längst erfolgreicher als er. [...] Aber Wagner will nicht aufgeben, er ist ein Sturkopf. In seiner Verzweiflung drängt er Eunice [Eunice Chelagat Lelay] dazu, zwei Marathonläufe innerhalb eines Monats zu bestreiten. In Gutsherrenart treibt er sie zu etwas an, was nicht zu verantworten ist. Über 90 Filmminuten bleibt der Machertyp Wagner eine ambivalente Figur: Mal wirkt er fürsorglich, mal gnadenlos – oft aber auch hilflos.“